# Paolo Scarpa Bonazza Buora
Paolo Scarpa Bonazza Buora (Portogruaro, 1º ottobre 1957) è un politico italiano.

## Biografia
Imprenditore agricolo nel veneziano, inizia a lavorare nelle aziende agricole omonime già durante gli studi universitari ed è impegnato dal 1978 nel sindacalismo datoriale agricolo, prima come presidente dei giovani agricoltori della provincia di Venezia (1979) e del Veneto (1982), presidente dei cerealicoltori e dei produttori di soia di Confagricoltura, presidente dell'Unione provinciale agricoltori di Venezia, consigliere dell'associazione italiana maiscoltori, vicepresidente del Consorzio maiscoltori e cerealicoltori del basso Livenza, consigliere della cantina sociale di Portogruaro, membro del Consiglio economico nazionale di Confagricoltura.
Si è laureato in scienze politiche ed economiche con una tesi in politica agraria, ed è stato ufficiale dell'Aeronautica militare. Iscritto all'Associazione Nazionale Arma Aeronautica, Socio benemerito dell'Associazione Arma dei Carabinieri, socio amico degli Autieri e degli Alpini. È stato coordinatore regionale di Forza Italia per il Veneto e supervisore per il Triveneto. È stato responsabile nazionale del settore agricoltura di FI per quindici anni. Nella XII legislatura, eletto deputato nel Veneto, è stato sottosegretario di stato alle risorse agricole nel primo governo Berlusconi, con delega ai Consorzi Agrari.  Dopo l'esperienza di governo ha fatto parte della 13ª commissione permanente agricoltura come capogruppo e della commissione d'inchiesta sull'Azienda di Stato per gli interventi sul mercato agricolo (AIMA).
Anche nella XIII legislatura ha fatto parte della 13ª Commissione permanente agricoltura come capogruppo, oltre che della commissione speciale per le politiche comunitarie. Membro dell'Interparlamentare Italia-Spagna ed Italia- Grecia. Nella XIV legislatura, sempre alla Camera,eletto in Trentino-Alto Adige, membro del Gruppo Forza Italia, è stato nuovamente sottosegretario di Stato alle politiche agricole e forestali nel secondo e nel terzo Governo Berlusconi. Nel periodo 2001-2006 ha esercitato la delega governativa per la pesca e ha tenuto intensi rapporti con l'UE ed a livello internazionale, organizzando tra l'altro la prima conferenza dei ministri della pesca del Mediterraneo, ha partecipato a circa cinquanta Consigli dei ministri dell'agricoltura e della pesca presso l'Unione Europea.
Si è attivato con successo in collaborazione con il Ministero degli Esteri per la risoluzione dei conflitti in materia di pesca marittima con la Croazia e la Tunisia. Ha guidato numerose missioni per sviluppare l'interscambio commerciale nel settore alimentare, meccanico, industriale e della pesca in Algeria, Marocco, Albania, Messico, India, Argentina, Arabia Saudita, Thailandia ed Eritrea. È stato inoltre delegato per il settore cerealicolo, bieticolo-saccarifero, infrastrutture irrigue, Autorità di Bacino, mezzi tecnici ecc. Si è particolarmente impegnato per la risoluzione di contenziosi con l'UE e di varie procedure d'infrazione. Ha ottenuto per l'Italia la sede permanente del Consiglio Generale della Pesca del Mediterraneo (Roma).
Ha tenuto intensi rapporti con il Centroamerica e l'America del Sud. Ha rappresentato l'Unione Europea alla Conferenza dei ministri della pesca del Mercosur a Merida.
Ha rappresentato il governo italiano e l'UE all'ASEM di Pechino durante il semestre italiano di presidenza ed il Ministro delle Politiche Agricole nei negoziati WTO a Ginevra, Cancun ed Hong Kong. Ha rappresentato il ministro delle Politiche Agricole presso la FAO. Nella XV legislatura, eletto senatore nuovamente in Veneto, ha fatto parte come capogruppo del Gruppo Forza Italia nella 9ª Commissione permanente agricoltura e produzione agroalimentare. Nella XVI legislatura è stato presidente della 9ª Commissione permanente agricoltura e produzione agroalimentare del Senato della Repubblica impegnandosi con successo per l'approvazione unanime della Legge sull'etichettatura delle produzioni agroalimentari e dell'olio d'oliva. Nella stragrande parte dei casi i provvedimenti posti all'attenzione della sua Commissione sono stati approvati all'unanimità.
Nel 2013 si ritira dalla vita parlamentare e continua ad occuparsi come studioso delle tematiche legate all'agricoltura ed all'alimentazione. Nel 2006 aderisce a Coldiretti convinto della linea dell'organizzazione e successivamente è impegnato nella fase di avvio di UECOOP come responsabile nazionale per il settore agroalimentare. Membro del Comitato Scientifico della Fondazione Magna Carta, attualmente conduce le aziende agricole Scarpa Bonazza Buora. E’ stato consigliere comunale a Portogruaro con una propria lista civica.